# Karlien Heremans
Karlien Heremans (Bonheiden,1983) is een Belgische interieur-, tuin- en landschapsarchitect uit Antwerpen. Ze is oprichter van Studio K.

## Studie & loopbaan
Heremans studeerde tuin- en landschapsarchitectuur aan de Erasmushogeschool Brussel, departement Horteco (2001-2004). Nadien studeerde ze interieurarchitectuur aan het Hoger Instituut voor Architectuurwetenschappen Henry van de Velde bij (2004-2008), nu Faculteit Ontwerpwetenschappen Universiteit Antwerpen. Tijdens deze studie volgde ze via Erasmus een buitenlandse opleiding aan de EINA Centre Universitari de Disseny i Art de Barcelona (2006). Later volgde ze een bijscholing voor ecologische tuin- en landschapsinrichting aan Inverde (2019-2020).
Na haar studies werkte Heremans bij ontwerpbureaus zoals Cuypers & Q architecten en Arjaan de Feyter. Ze heeft ook als zelfstandige tuin- en landschapsarchitect en interieurarchitect gewerkt. In 2013 richtte ze Studio K op. Sinds 2010 is Heremans gastdocent aan de opleiding architectuurwetenschappen bij Artesis Hogeschool Antwerpen, nu architectuur bij Universiteit Antwerpen en sinds 2013 bij de opleiding landschapsarchitectuur bij Erasmushogeschool Brussel.

## Projecten (selectie)
Woning & interieur:
- 2014-2015 Interieur en tuin doorzonwoning, Heverlee
- 2015 Stadsappartement met tuin, Deurne

Exterieur & tuin:
- 2018-2019 Bostuin, Diest

Publieke ruimte: 
- 2013 Park Rozebroeken Gent, Sint-Amandsberg

## Prijzen
- 2008 Fidias Award 'All-round student'
- 2008 Fidias Award 'Nieuwkomer van het jaar'
- 2013 Winvorm oproep: Ideeëntuinen Mauritspark - Nieuwpoort i.s.m.LAMA Landscape Architects, Geert Meysmans en Studio K samen.